# Rafał Leszczyński (1650-1703)
Rafał Leszczyński (1650 – Oleśnica, 31 gennaio 1703) è stato un nobile e poeta polacco.

## Biografia
Figlio del conte Boguslaw e della contessa Anna Denhoffówna, Rafał trascorse la maggior parte della propria gioventù in Francia ed in altri paesi europei. Tornato in patria, nel 1670, il governatore Przecław Leszczynski gli cedette la contea di Wschowa che, rilevata nel 1671, egli mantenne sino al 1688. Nel 1676 sposò la figlia del governatore russo Stanislaw Jan Jabłonowski, Anna Jabłonowska, divenendo nel contempo podstoli della corona polacca in quello stesso anno, poi dal 1677 divenne stolnik ed infine krajczy dal 1678. 
Interessatosi di politica, si dimostrò sempre piuttosto critico verso la soluzione pro-austriaca adottata da Giovanni III Sobieski e sostenne invece la necessità di intrattenere maggiori legami con la Francia. Nel 1683 prese parte comunque all'Assedio di Vienna alla testa di un proprio reggimento di ussari e di un reggimento di fanteria. Al suo ritorno venne nominato governatore (voivoda) di Kalisz, poi di Poznań ed infine di Łęczyca. Per l'elezione del sovrano nel 1697 fu tra coloro che votarono a favore del figlio del defunto re Giovanni III: Giacomo Luigi Sobieski,ma alla fine decise di sostenere l'Elettore di Sassonia, Augusto II il Forte.Fu ambasciatore della Confederazione polacco-lituana presso l'Impero Ottomano 1699-1700. Con lo scoppio della Grande Guerra del nord nel 1700 guidò i negoziati con il re svedese Carlo XII quando l'esercito di quest'ultimo invase la Polonia. Nel 1702 divenne gran tesoriere della corona polacca.
Fu inoltre scrittore e poeta.

## Ascendenza
|                        |                |                          | Genitori                   |  |  | Nonni |  |  | Bisnonni            |  |  | Trisnonni         |  |
|                        |                |                          |                            |  |  |       |  |  | Andrzej Leszczyński |  |  | Rafał Leszczyński |  |
|                        |                |                          |                            |  |  |       |  |  | Andrzej Leszczyński |  |  | Rafał Leszczyński |  |
|                        |                | Barbara Wolska Wolski    |                            |  |  |       |  |  | Andrzej Leszczyński |  |  |                   |  |
| Rafał Leszczyński      |                |                          |                            |  |  |       |  |  | Andrzej Leszczyński |  |  |                   |  |
|                        |                | Anna Firlejówna          | Andrzej Firlej             |  |  |       |  |  |                     |  |  |                   |  |
|                        |                | Anna Firlejówna          | Andrzej Firlej             |  |  |       |  |  |                     |  |  |                   |  |
|                        |                | Anna Firlejówna          | Barbara Srzeńska           |  |  |       |  |  |                     |  |  |                   |  |
| Bogusław Leszczyński   |                | Anna Firlejówna          |                            |  |  |       |  |  |                     |  |  |                   |  |
|                        |                | Stanisław Radzimiński    | Martin Radzimiński         |  |  |       |  |  |                     |  |  |                   |  |
|                        |                | Stanisław Radzimiński    | Martin Radzimiński         |  |  |       |  |  |                     |  |  |                   |  |
|                        |                | Stanisław Radzimiński    | Dorotea Łosiówna           |  |  |       |  |  |                     |  |  |                   |  |
| Anna z Radzimińskich   |                | Stanisław Radzimiński    |                            |  |  |       |  |  |                     |  |  |                   |  |
|                        |                | Teodora Sanguszkówna     | Roman Sanguszko            |  |  |       |  |  |                     |  |  |                   |  |
|                        |                | Teodora Sanguszkówna     | Roman Sanguszko            |  |  |       |  |  |                     |  |  |                   |  |
|                        |                | Teodora Sanguszkówna     | Aleksandry Chodkiewiczówny |  |  |       |  |  |                     |  |  |                   |  |
| Rafał Leszczyński      |                | Teodora Sanguszkówna     |                            |  |  |       |  |  |                     |  |  |                   |  |
|                        | Gerard Dönhoff | Hermann Dönhoff          |                            |  |  |       |  |  |                     |  |  |                   |  |
|                        | Gerard Dönhoff | Hermann Dönhoff          |                            |  |  |       |  |  |                     |  |  |                   |  |
|                        | Gerard Dönhoff | Anne de Joeden           |                            |  |  |       |  |  |                     |  |  |                   |  |
| Kasper Dönhoff         | Gerard Dönhoff |                          |                            |  |  |       |  |  |                     |  |  |                   |  |
|                        |                | Marguerite von Zweiffeln | Gerlach von Zweiffeln      |  |  |       |  |  |                     |  |  |                   |  |
|                        |                | Marguerite von Zweiffeln | Gerlach von Zweiffeln      |  |  |       |  |  |                     |  |  |                   |  |
|                        |                | Marguerite von Zweiffeln | Marguerite de Nolde        |  |  |       |  |  |                     |  |  |                   |  |
| Anna Denhoffówna       |                | Marguerite von Zweiffeln |                            |  |  |       |  |  |                     |  |  |                   |  |
|                        |                | Alexandre Koniecpolski   | Stanisław Koniecpolski     |  |  |       |  |  |                     |  |  |                   |  |
|                        |                | Alexandre Koniecpolski   | Stanisław Koniecpolski     |  |  |       |  |  |                     |  |  |                   |  |
|                        |                | Alexandre Koniecpolski   | Elisabeth Ligęzianka       |  |  |       |  |  |                     |  |  |                   |  |
| Alexandra Koniecpolska |                | Alexandre Koniecpolski   |                            |  |  |       |  |  |                     |  |  |                   |  |
|                        |                | Anne Sroczycka           | Stanislas Sroczycki        |  |  |       |  |  |                     |  |  |                   |  |
|                        |                | Anne Sroczycka           | Stanislas Sroczycki        |  |  |       |  |  |                     |  |  |                   |  |
|                        |                | Anne Sroczycka           | Sophie Radecka             |  |  |       |  |  |                     |  |  |                   |  |
|                        |                | Anne Sroczycka           |                            |  |  |       |  |  |                     |  |  |                   |  |